# 10-Lux-Regelung

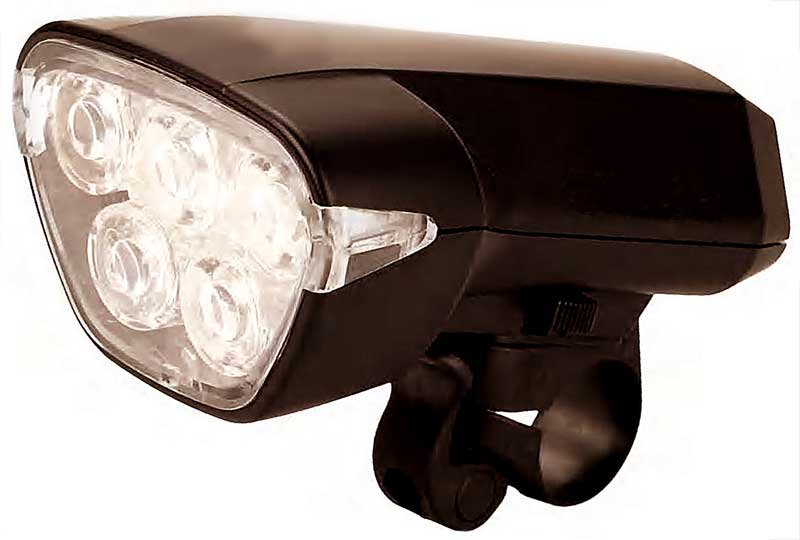
LED-Fahrradscheinwerfer

Die 10-Lux-Vorschrift beschreibt eine deutsche Vorschrift über die minimale Lichtstärkeverteilung von Fahrrad-Frontscheinwerfern. Sie gilt für alle Fahrräder. Die Vorschrift wurde 2003 in der TA 23 als Anlage zur StVZO festgelegt und trat nach einer Übergangsfrist von drei Jahren zum November 2006 in Kraft.
Damit ein Fahrradscheinwerfer eine Zulassung entsprechend der Straßenverkehrszulassungsordnung in Deutschland erlangt, muss die Beleuchtungsstärke im Kernausleuchtungsbereich auf einer frontal angestrahlten Wand in 10 m Entfernung mindestens 10 Lux betragen. Nach dem photometrischen Entfernungsgesetz entspricht dies einer Lichtstärke von 1000 Candela. (Auf der Fahrbahn ist die Beleuchtungsstärke aufgrund des flachen Licht-Einfallswinkels deutlich geringer.) 
Zudem darf zur Vermeidung von Blendung bei 3,4 Grad oberhalb des hellsten Punktes eine Beleuchtungsstärke von 2 Lux nicht überschritten werden.
Die ersten Anbieter dieser in Deutschland zugelassenen Scheinwerfer waren Cateye für abnehmbare sowie Busch & Müller für festmontierte LED-Scheinwerfer.